# Limey-Remenauville
Limey-Remenauville – miejscowość i gmina we Francji, w regionie Grand Est, w departamencie Meurthe i Mozela.
Według danych na rok 1990 gminę zamieszkiwały 192 osoby, a gęstość zaludnienia wynosiła 10 osób/km² (wśród 2335 gmin Lotaryngii Limey-Remenauville plasuje się na 853. miejscu pod względem liczby ludności, natomiast pod względem powierzchni na miejscu 195.).

## Populacja

Populacja Limey-Remenauville w latach 1962–2008